# Basilique d'Estrela
Pour les articles homonymes, voir Basilique du Sacré-Cœur.
 (octobre 2015).
Si vous disposez d'ouvrages ou d'articles de référence ou si vous connaissez des sites web de qualité traitant du thème abordé ici, merci de compléter l'article en donnant les références utiles à sa vérifiabilité et en les liant à la section « Notes et références ».
La basilique d'Estrela (Portugais : Basílica da Estrela), ou basilique royale et couvent du Sacré-Cœur de Jésus est une basilique portugaise de style baroque, située à Lisbonne.

## Localisation
Elle est située sur une colline dans ce qui était à l'époque la partie ouest de Lisbonne.

## Historique
Elle a été commandée par la Reine Marie Ire du Portugal comme une promesse remplie pour donner naissance à un fils (Joseph de Portugal). Sa construction a démarré en 1779 et fini en 1790, après la mort de Joseph causée par la variole en 1788.
C'est la basilique la plus ancienne de l'Ordre du Carmel à Lisbonne.
C'est la première église au monde à être consacrée au Sacré-Cœur[réf. nécessaire].

## Architecture
Sa face avant dispose de clochers jumeaux et est décorée de statues de saints et de figures allégoriques.
Le sol et les murs, ornés de motifs géométriques, sont en marbre gris, rose et jaune.
Plusieurs tableaux de Pompeo Batoni, ainsi qu'une crèche faite par le sculpteur Joaquim Machado de Castro, avec plus de 500 chiffres en liège et en terre cuite, sont exposés dans la basilique.
Le tombeau de la reine Marie Ire est sur le transept droit.